# Баласагун
Баласагун — середньовічне місто, що існувало на території сучасного Киргизстану, поряд із сучасним містом Токмак.

## Історія
Від моменту утворення Караханідської держави до самого каракитайського завоювання (бл. 1130) Баласагун, відомий також як Куз Орду, був головною столицею чи одним з трьох столичних міст Караханідів.
Баласагун був місцем, де народився (бл. 1015) поет Юсуф Баласагуні, автор відомої поеми «Благодатне знання», вважається основоположником тюркської художньої літератури.
1219 року Баласагун був захоплений монголами та у XIV столітті припинив своє існування.